# Agathia reducta
Agathia reducta är en fjärilsart som beskrevs av Inoue 1961. Agathia reducta ingår i släktet Agathia och familjen mätare. Inga underarter finns listade i Catalogue of Life.